# Thoracolophotos albilimitata
Thoracolophotos albilimitata är en fjärilsart som beskrevs av George Francis Hampson 1926. Thoracolophotos albilimitata ingår i släktet Thoracolophotos och familjen nattflyn. Inga underarter finns listade i Catalogue of Life.